# مکس هاگمایر
مکس هاگمایر (آلمانی: Max Hagmayr؛ زادهٔ ۱۶ نوامبر ۱۹۵۶) بازیکن فوتبال اهل اتریش بود.
از باشگاه‌هایی که در آن بازی کرده‌است می‌توان به باشگاه فوتبال لاسک، باشگاه فوتبال راپید وین، و باشگاه فوتبال کارلسروهه اشاره کرد.
وی همچنین در تیم ملی فوتبال اتریش بازی کرده‌است.